# Europaspiele 2019/Boxen
Bei den Europaspielen 2019 wurden vom 21. bis 30. Juni 2019 insgesamt 15 Wettbewerbe im Boxen ausgetragen, davon zehn bei den Männern und fünf bei den Frauen. 

## Bilanz

### Medaillenspiegel
| Platz | Land           | Gold | Silber | Bronze | Gesamt |
| ----- | -------------- | ---- | ------ | ------ | ------ |
| 01    | Großbritannien | 2    | 1      | 4      | 7      |
| 02    | Ukraine        | 2    | 1      | 1      | 4      |
| 03    | Armenien       | 2    | —      | 2      | 4      |
| 04    | Russland       | 1    | 3      | 3      | 7      |
| 05    | Irland         | 1    | 2      | 3      | 6      |
| 06    | Bulgarien      | 1    | 1      | 1      | 3      |
| 07    | Belarus        | 1    | 1      | —      | 2      |
| 08    | Polen          | 1    | —      | 2      | 3      |
| 09    | Aserbaidschan  | 1    | —      | 1      | 2      |
| 10    | Finnland       | 1    | —      | —      | 1      |
| 10    | Spanien        | 1    | —      | —      | 1      |
| 10    | Türkei         | 1    | —      | —      | 1      |
| 13    | Italien        | —    | 2      | 3      | 5      |
| 14    | Frankreich     | —    | 2      | —      | 2      |
| 15    | Niederlande    | —    | 1      | 2      | 3      |
| 16    | Georgien       | —    | 1      | 1      | 2      |
| 17    | Deutschland    | —    | —      | 3      | 3      |
| 18    | Kroatien       | —    | —      | 2      | 2      |
| 19    | Schweden       | —    | —      | 1      | 1      |
| 19    | Slowakei       | —    | —      | 1      | 1      |

### Medaillengewinner
Männer
| Disziplin                       | Gold                    | Silber                | Bronze                             |
| ------------------------------- | ----------------------- | --------------------- | ---------------------------------- |
| Halbfliegengewicht (bis 49 kg)  | Artur Howhannisjan      | Sachil Alachwerdowi   | Federico Serra Regan Daly          |
| Fliegengewicht (bis 52 kg)      | Gabriel Escobar         | Daniel Assenow        | Galal Yafai Manuel Cappai          |
| Bantamgewicht (bis 56 kg)       | Kurt Walker             | Mykola Buzenko        | Peter McGrail Sharafa Raman        |
| Leichtgewicht (bis 60 kg)       | Dsmitryj Assanau        | Gabil Mamedow         | Karen Tonakanyan Otar Eranossian   |
| Halbweltergewicht (bis 64 kg)   | Howhannes Batschkow     | Sofiane Oumiha        | Enrico Lacruz Luke McCormack       |
| Weltergewicht (bis 69 kg)       | Pat McCormack           | Chariton Agrba        | Collazo Sotomayor Jewhen Barabanow |
| Mittelgewicht (bis 75 kg)       | Oleksandr Chyschnjak    | Salvatore Cavallaro   | Andrej Csemez Michael Nevin        |
| Halbschwergewicht (bis 81 kg)   | Loren Alfonso           | Benjamin Whittaker    | Simone Fiori Gor Nersesyan         |
| Schwergewicht (bis 91 kg)       | Muslim Gadschimagomedow | Uladsislau Smjahlikau | Cheavan Clarke Toni Filipi         |
| Superschwergewicht (über 91 kg) | Wiktor Wychryst         | Murad Əliyev          | Marko Milun Nelvie Tiafack         |

Frauen
| Disziplin                  | Gold               | Silber              | Bronze                                 |
| -------------------------- | ------------------ | ------------------- | -------------------------------------- |
| Fliegengewicht (bis 51 kg) | Buse Çakıroğlu     | Swetlana Solujanowa | Gabriela Dimitrowa Sandra Drabik       |
| Federgewicht (bis 57 kg)   | Stanimira Petrowa  | Michaela Walsh      | Darja Abramowa Jemyma Betrian          |
| Leichtgewicht (bis 60 kg)  | Mira Potkonen      | Kellie Harrington   | Agnes Alexiusson Anastassija Beljakowa |
| Weltergewicht (bis 69 kg)  | Karolina Koszewska | Assunta Canfora     | Nadine Apetz Grainne Walsh             |
| Mittelgewicht (bis 75 kg)  | Lauren Price       | Nouchka Fontijn     | Elżbieta Wójcik Darima Sandakowa       |